# Alexis Hornbuckle
Alexis Kay'ree Hornbuckle (ur. 16 października 1985 w Charleston) – amerykańska koszykarka występująca na pozycjach rzucającej oraz niskiej skrzydłowej.
21 listopada 2017 została zawodniczką Energi Toruń.
6 grudnia 2018 pojawiły się informacje o pozyskaniu jej przez klub Artego Bydgoszcz. 6 stycznia 2019 rozpoczęła występy w zespole z Bydgoszczy, debiutując w spotkaniu z CCC Polkowice.

## Osiągnięcia
Na podstawie, o ile nie zaznaczono inaczej.

### NCAA
- Mistrzyni:
  - NCAA (2007, 2008)
  - turnieju konferencji Southeastern (SEC – 2005, 2006, 2008)
  - sezonu regularnego SEC (2007)
- Uczestniczka rozgrywek:
  - NCAA Final Four (2005, 2007, 2008)
  - Elite 8 turnieju NCAA (2005–2008)
- Zaliczona do:
  - I składu:
    - SEC (2007)
    - turnieju SEC (2007)
    - debiutantek SEC (2005)

  - II składu SEC (2006)
- Liderka wszech czasów uczelni w przechwytach

### WNBA
- Mistrzyni WNBA (2008, 2011)
- Liderka WNBA w przechwytach (2008)

### Inne drużynowe
- Finalistka pucharu Turcji (2011)[5]

### Inne indywidualne
- Zaliczona przez eurobasket.com do składu honorable mention ligi izraelskiej (2012, 2013)[6][7]
- Liderka ligi izraelskiej w[6]:
  - asystach  (2012)
  - przechwytach (2012, 2017)

### Reprezentacja
- Mistrzyni igrzysk panamerykańskich (2007)